# Lorttjärnen (Färila socken, Hälsingland)
Lorttjärnen är en sjö i Ljusdals kommun i Hälsingland och ingår i Ljusnans huvudavrinningsområde.